# 马萨佩
马萨佩是巴西塞阿拉州的一个市镇。总面积571.531平方公里，总人口32820人，人口密度57.4人/平方公里。